# کوه اوسور
کوه اوسور (به لاتین: Mount Osore) یک کوه در ژاپن است که در استان آئوموری واقع شده‌است.
نام یک معبد بودایی و مقصد زیارتی آیین عامیانه در مرکز شبه جزیره دورافتاده شیموکیتا از استان آوموری، در منطقه توهوکو شمالی در شمال ژاپن است. این معبد در دهانه یک آتشفشان فعال قرار دارد و اعتقاد بر این است که در اساطیر ژاپنی یکی از دروازه‌های جهان زیرین است.

## نگارخانه

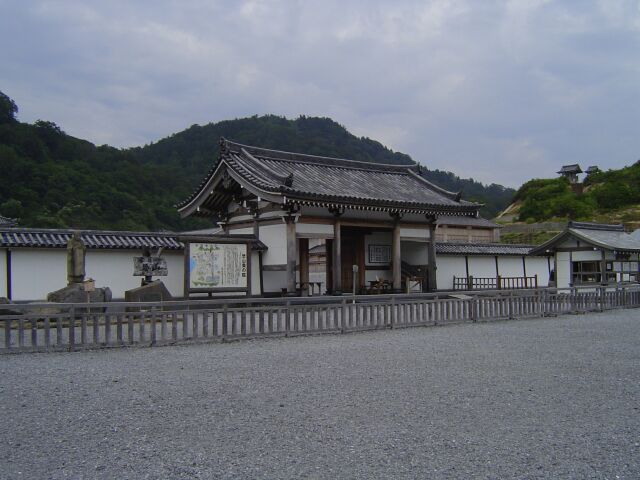
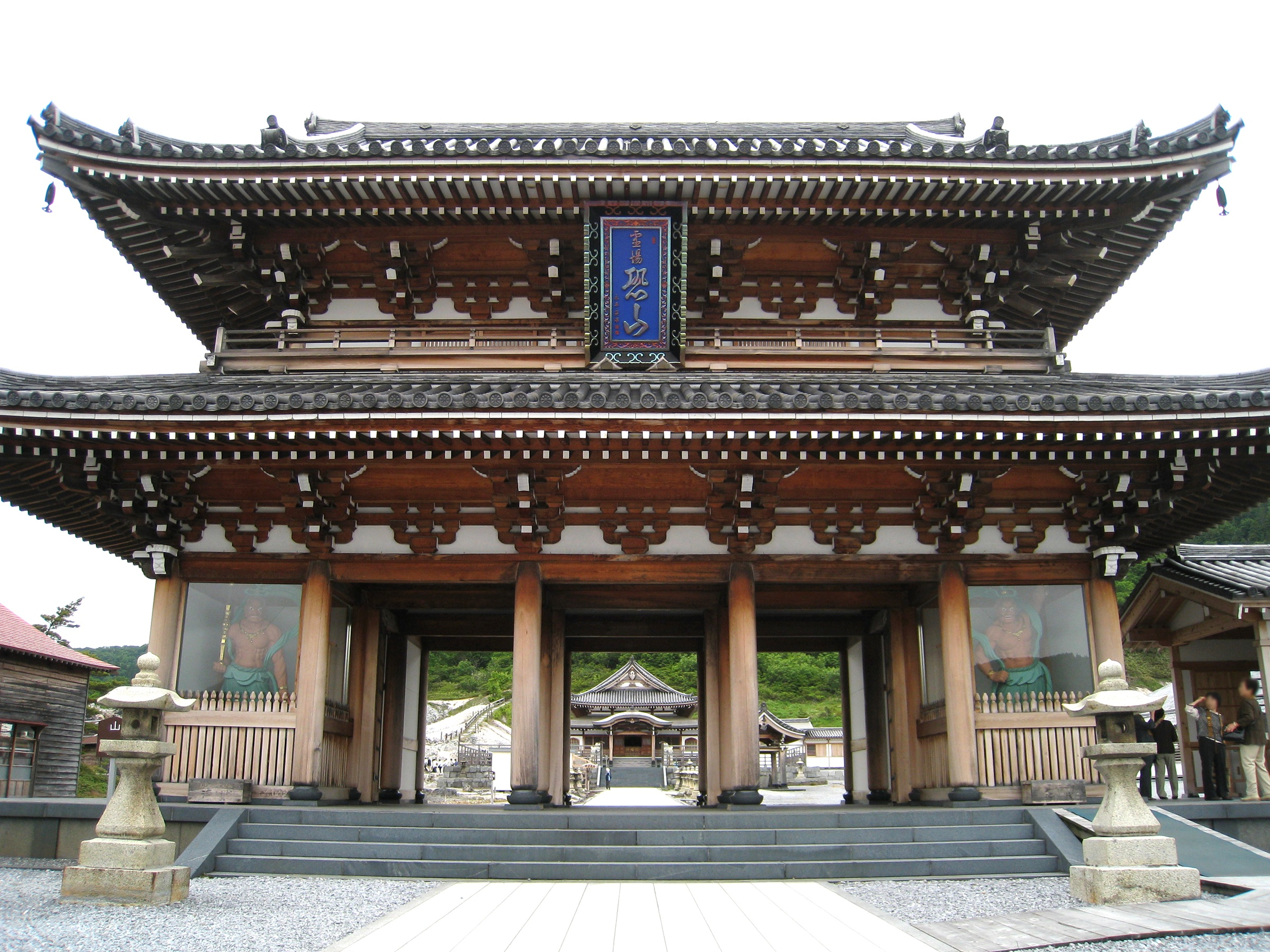
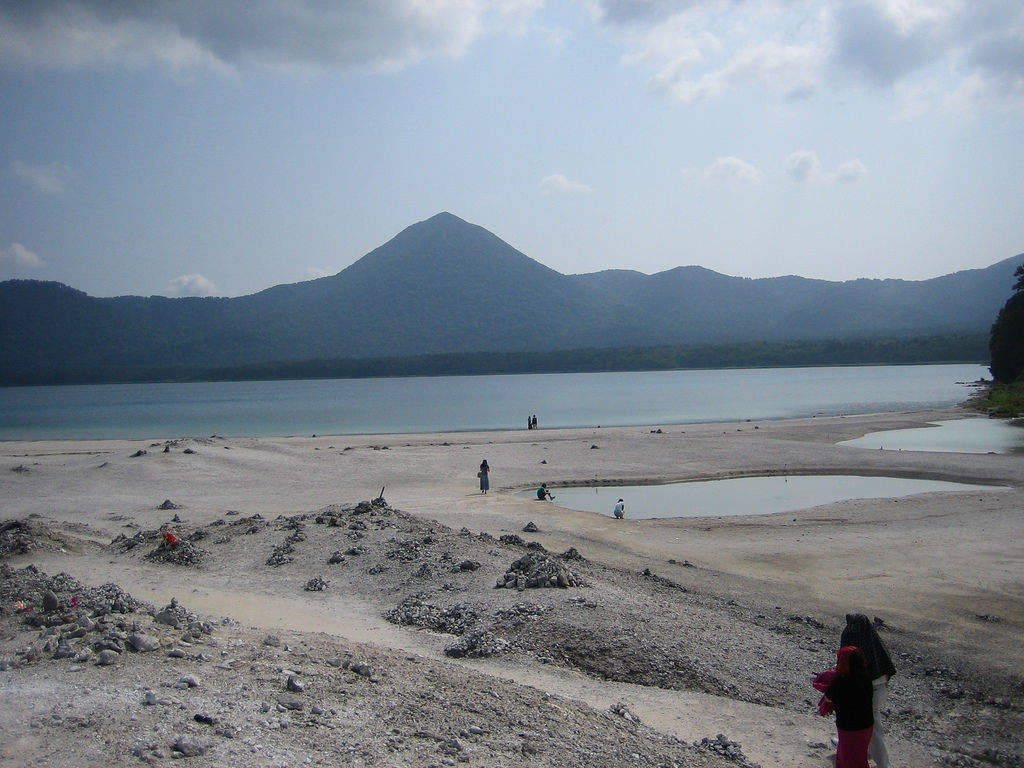
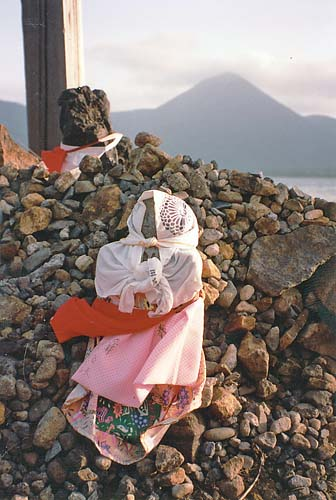